# Il segreto della piramide d'oro
Il segreto della piramide d'oro (Vibes) è un film del 1988 diretto da Ken Kwapis, con Jeff Goldblum, Cyndi Lauper, Peter Falk e Elizabeth Peña.

## Trama
Sylvia Pickel è una medium che comunica con uno spirito guida di nome Louise. Durante un convegno di sensitivi Sylvia incontra Nick Deezy, uno psicometrista che può capire a chi è appartenuto un oggetto semplicemente toccandolo. 
Una sera Sylvia torna nel suo appartamento e trova Harry Buscafusco, un uomo che le offre 50.000 $ per ritrovare suo figlio misteriosamente scomparso in Ecuador. Sylvia chiede a Nick di accompagnarla, così lui lascia il suo lavoro di curatore di un museo e i due volano in Ecuador dove Harry li sta aspettando. 
Con i suoi poteri di sensitivo, Nick capisce che Harry non gli ha detto tutta la verità, cosi Harry confessa che ciò che sta cercando in realtà è una antica città d'oro sperduta sulle montagne. Nick e Sylvia si sentono ingannati e così si rifiutano di aiutarlo e si ritirano in hotel. Qui Nick viene aggredito da una donna che cerca di drogarlo e di pugnalarlo. Convinto che ci sia sotto qualcosa di importante, Nick accetta di recarsi sulle montagne alla ricerca di questo luogo magico con Sylvia e Harry.
Inaspettatamente, i tre vengono aggrediti da Ingo Swedlin (un altro sensitivo) e dal dottor Harrison Steele. Ingo lancia un coltello nella schiena di Harry e lo uccide e gli altri due vengono presi in ostaggio e vengono costretti a trovare la strada per la città d'oro.
Una volta arrivati, il gruppo scopre un'antica struttura a forma di piramide con incisioni mistiche. Sylvia le traduce e sembrano rivelare che il luogo sia stato costruito da un'antica razza aliena che ha incorporato tutta l'energia psichica del mondo in questa piramide di luce.
Ingo tenta di liberare l'energia, ma prima che possa farlo, Sylvia mette le mani sulla piramide e consente alle forze pericolose di fluire attraverso di lei. Così facendo uccide i rapitori ma perde definitivamente il contatto con la sua guida spirituale Louise.
I due tornano al loro hotel, malconci e feriti. Più tardi si riuniscono nella stanza di Sylvia la quale rivela che una guida spirituale è rientrata nella sua vita. Non è più Louise ma Harry.